# Grande Prêmio do Brasil de 2013
O Grande Prêmio do Brasil de 2013 foi a décima nona corrida da temporada de 2013 da Fórmula 1. A prova foi disputada no dia 24 de novembro no Autódromo José Carlos Pace, São Paulo, Brasil.
A corrida foi vencida pelo piloto alemão Sebastian Vettel, da equipe Red Bull Racing e marcou a despedida do piloto brasileiro, de Felipe Massa na equipe Ferrari que irá correr na Williams em 2014. e do piloto australiano, Mark Webber na Formula 1 que ira para o Campeonato Mundial de Endurance da FIA. Também foi um marco importante na história da Formula 1, sendo a última disputada com os motores V8 2.4L aspirados, que davam aos carros o característico som da categoria.

## Resultado

### Treino Classificatório
| Pos.                     | No. | Piloto              | Construtor           | Q1       | Q2       | Q3       | Grid |
| ------------------------ | --- | ------------------- | -------------------- | -------- | -------- | -------- | ---- |
| 1                        | 1   | Sebastian Vettel    | Red Bull-Renault     | 1:25.381 | 1:26.420 | 1:26.479 | 1    |
| 2                        | 9   | Nico Rosberg        | Mercedes             | 1:25.556 | 1:26.626 | 1:27.102 | 2    |
| 3                        | 3   | Fernando Alonso     | Ferrari              | 1:26.656 | 1:26.590 | 1:27.539 | 3    |
| 4                        | 2   | Mark Webber         | Red Bull-Renault     | 1:26.689 | 1:26.963 | 1:27.572 | 4    |
| 5                        | 10  | Lewis Hamilton      | Mercedes             | 1:25.342 | 1:26.698 | 1:27.677 | 5    |
| 6                        | 8   | Romain Grosjean     | Lotus-Renault        | 1:26.453 | 1:26.161 | 1:27.737 | 6    |
| 7                        | 19  | Daniel Ricciardo    | Toro Rosso-Ferrari   | 1:27.209 | 1:27.078 | 1.28.052 | 7    |
| 8                        | 18  | Jean-Éric Vergne    | Toro Rosso-Ferrari   | 1:27.124 | 1:27.363 | 1:28.081 | 8    |
| 9                        | 4   | Felipe Massa        | Ferrari              | 1:26.817 | 1:27.049 | 1:28.109 | 9    |
| 10                       | 11  | Nico Hülkenberg     | Sauber-Ferrari       | 1:26.071 | 1:27.441 | 1:29.582 | 10   |
| 11                       | 7   | Heikki Kovalainen   | Lotus-Renault        | 1:26.266 | 1:27.456 |          | 11   |
| 12                       | 14  | Paul di Resta       | Force India-Mercedes | 1:26.275 | 1:27.798 |          | 12   |
| 13                       | 17  | Valtteri Bottas     | Williams-Renault     | 1:26.790 | 1:27.954 |          | 13   |
| 14                       | 6   | Sergio Pérez        | McLaren-Mercedes     | 1:26.741 | 1:28.269 |          | 191  |
| 15                       | 5   | Jenson Button       | McLaren-Mercedes     | 1:26.398 | 1:28.308 |          | 14   |
| 16                       | 15  | Adrian Sutil        | Force India-Mercedes | 1:26.874 | 1:28.586 |          | 15   |
| 17                       | 16  | Pastor Maldonado    | Williams-Renault     | 1:27.367 |          |          | 16   |
| 18                       | 12  | Esteban Gutiérrez   | Sauber-Ferrari       | 1:27.455 |          |          | 17   |
| 19                       | 20  | Charles Pic         | Caterham-Renault     | 1:27.843 |          |          | 18   |
| 20                       | 21  | Giedo van der Garde | Caterham-Renault     | 1:28.320 |          |          | 20   |
| 21                       | 22  | Jules Bianchi       | Marussia-Cosworth    | 1:28.366 |          |          | 21   |
| 22                       | 23  | Max Chilton         | Marussia-Cosworth    | 1:28.950 |          |          | 22   |
| Tempo dos 107%: 1.31.315 |     |                     |                      |          |          |          |      |

Notas
↑1  –Sergio Pérez se qualificou em décimo quarto mas foi punido em cinco posições por trocar o câmbio.

### Corrida
| Pos.   | No. | Piloto              | Construtor           | Voltas | Tempo/Retirado | Grid | Pontos |
| ------ | --- | ------------------- | -------------------- | ------ | -------------- | ---- | ------ |
| 1      | 1   | Sebastian Vettel    | Red Bull-Renault     | 71     | 1:32:36.300    | 1    | 25     |
| 2      | 2   | Mark Webber         | Red Bull-Renault     | 71     | +10.452        | 4    | 18     |
| 3      | 3   | Fernando Alonso     | Ferrari              | 71     | +18.913        | 3    | 15     |
| 4      | 5   | Jenson Button       | McLaren-Mercedes     | 71     | +37.360        | 14   | 12     |
| 5      | 9   | Nico Rosberg        | Mercedes             | 71     | +39.048        | 2    | 10     |
| 6      | 6   | Sergio Pérez        | McLaren-Mercedes     | 71     | +44.051        | 19   | 8      |
| 7      | 4   | Felipe Massa        | Ferrari              | 71     | +49.110        | 9    | 6      |
| 8      | 11  | Nico Hülkenberg     | Sauber-Ferrari       | 71     | +1:04.252      | 10   | 4      |
| 9      | 10  | Lewis Hamilton      | Mercedes             | 71     | +1:12.903      | 5    | 2      |
| 10     | 19  | Daniel Ricciardo    | Toro Rosso-Ferrari   | 70     | +1 Volta       | 7    | 1      |
| 11     | 14  | Paul di Resta       | Force India-Mercedes | 70     | +1 Volta       | 12   |        |
| 12     | 12  | Esteban Gutiérrez   | Sauber-Ferrari       | 70     | +1 Volta       | 17   |        |
| 13     | 15  | Adrian Sutil        | Force India-Mercedes | 70     | +1 Volta       | 15   |        |
| 14     | 7   | Heikki Kovalainen   | Lotus-Renault        | 70     | +1 Volta       | 11   |        |
| 15     | 18  | Jean-Éric Vergne    | Toro Rosso-Ferrari   | 70     | +1 Volta       | 8    |        |
| 16     | 16  | Pastor Maldonado    | Williams-Renault     | 70     | +1 Volta       | 16   |        |
| 17     | 22  | Jules Bianchi       | Marussia-Cosworth    | 69     | +2 Voltas      | 21   |        |
| 18     | 21  | Giedo van der Garde | Caterham-Renault     | 69     | +2 Voltas      | 20   |        |
| 19     | 23  | Max Chilton         | Marussia-Cosworth    | 69     | +2 Voltas      | 22   |        |
| Ret    | 20  | Charles Pic         | Caterham-Renault     | 58     | Suspensão      | 18   |        |
| Ret    | 17  | Valtteri Bottas     | Williams-Renault     | 45     | Colisão        | 13   |        |
| Ret    | 8   | Romain Grosjean     | Lotus-Renault        | 2      | Motor          | 6    |        |
| Fonte: |     |                     |                      |        |                |      |        |

## Curiosidades
- Ultima corrida da Fórmula 1 para: Mark Webber, Heikki Kovalainen, Charles Pic e Giedo van der Garde.
- Ultima corrida de Paul di Resta até retornar no Grande Prêmio da Hungria de 2017 para substituir Felipe Massa por ter se sentido mal durante os treinos.
- Ultima corrida dos Motores V8 2.4L aspirados.
- Última corrida dos motores Cosworth na Fórmula 1.
- Última corrida de Felipe Massa na Ferrari.
- O pódio dessa corrida foi o mesmo do Grande Prêmio do Brasil de 2010.
- Última vez que o Grande Prêmio do Brasil foi a corrida de encerramento da temporada.
- Últimos pontos e corrida de Nico Hülkenberg na Sauber, e voltará para a Force India em 2014.
- Última vitória de Sebastian Vettel na Red Bull Racing.

## Tabela do campeonato após a corrida
Somente as cinco primeiras posições estão incluídas nas tabelas.
|   | Pos. | Pilotos          | Pontos |
| - | ---- | ---------------- | ------ |
|   | 1    | Sebastian Vettel | 397    |
|   | 2    | Fernando Alonso  | 242    |
| 2 | 3    | Mark Webber      | 199    |
| 1 | 4    | Lewis Hamilton   | 189    |
| 1 | 5    | Kimi Räikkönen   | 183    |

|  | Pos. | Construtor       | Pontos |
|  | ---- | ---------------- | ------ |
|  | 1    | Red Bull-Renault | 596    |
|  | 2    | Mercedes         | 360    |
|  | 3    | Ferrari          | 354    |
|  | 4    | Lotus-Renault    | 315    |
|  | 5    | McLaren-Mercedes | 122    |